# Cabasa glabrata
Cabasa glabrata là một loài ruồi trong họ Asilidae. Cabasa glabrata được Walker miêu tả năm 1861. Loài này phân bố ở miền Australasia.